# Passiflora lutea
Passiflora lutea L. – gatunek rośliny z rodziny męczennicowatych (Passifloraceae Juss. ex Kunth in Humb.). Występuje naturalnie w Stanach Zjednoczonych od Teksasu aż po Nowy Jork. 

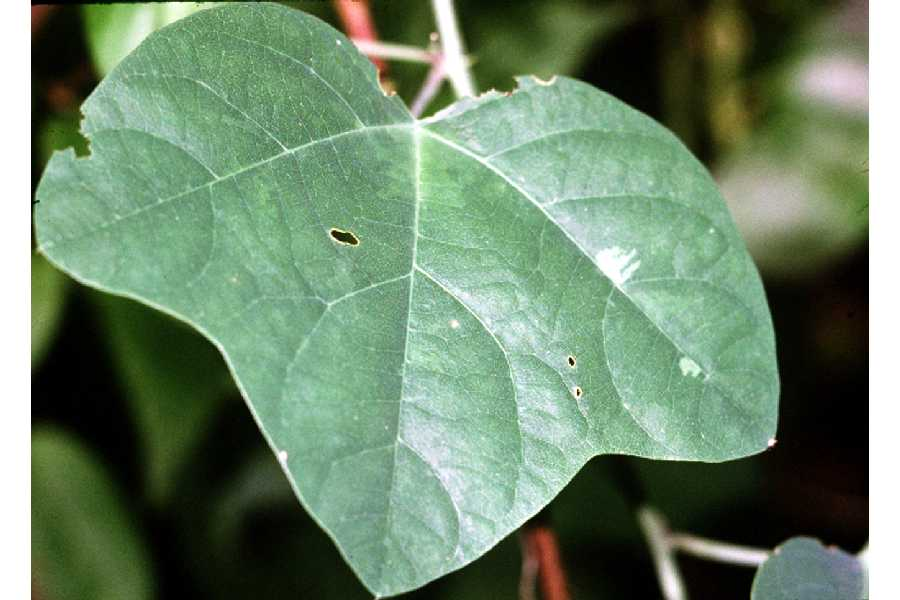
Liście są potrójnie klapowane

## Morfologia

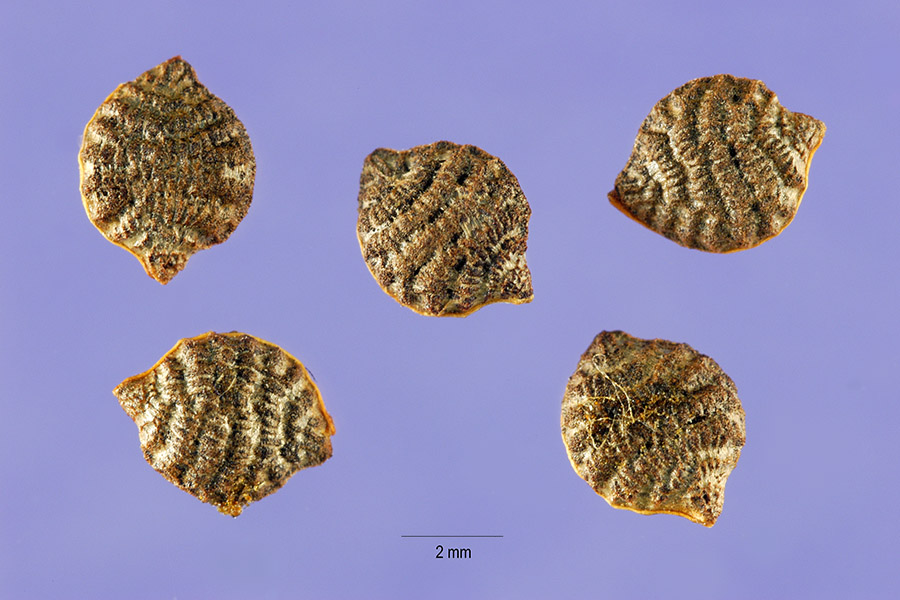
Nasiona

PokrójZdrewniałe, trwałe, mniej lub bardziej owłosione liany.
LiściePotrójnie klapowane, rozwarte lub ostrokątne u podstawy. Mają 2–10 cm długości oraz 2,5–15 cm szerokości. Całobrzegie, z tępym lub ostrym wierzchołkiem. Ogonek liściowy jest owłosiony i ma długość 10–50 mm. Przylistki są szczeciniaste, mają 2–5 mm długości.
KwiatyPojedyncze lub zebrane w pary. Działki kielicha są podłużnie lancetowate, zielonożółtawe, mają 0,6–1,2 cm długości. Płatki są lancetowate, zielonożółtawe, mają 0,5–0,8 cm długości. Przykoronek ułożony jest w dwóch rzędach, żółtawe lub zielonkawe, ma 2–10 mm długości.
OwoceSą prawie kulistego kształtu. Mają 0,7–12 cm długości i 0,7–10 cm średnicy.

## Biologia i ekologia
Występuje w lasach.